# Germaine Schrœder
Pour les articles homonymes, voir Schröder.
Jeanne Germaine Schrœder (Châteaudun, 21 février 1889 – Paris 6e, 14 février 1983) est une artiste-relieuse française. Elle a été une relieuse d’art renommée à Paris entre 1918 et 1936.

## Biographie
Germaine Schrœder, d’origine suisse (Neuchâtel) était la petite fille de Philippe Godet, homme de lettres neuchâtelois. Formée en apprentissage chez un relieur, puis - vraisemblablement - à l’Union Centrale des Arts Décoratifs, elle a été active dès 1909 (à 20 ans), d’abord 31 rue de Longchamp à Paris. 
Au moment de se lancer, elle a pris conseil du fameux relieur anglais Thomas Cobden-Sanderson [1], avant d’ouvrir son atelier à partir de 1912 au 7 rue Bonaparte [2], et en 1932 au 22 rue Denfert Rochereau [3] . Germaine Schroeder a été remarquée dès avant la Première Guerre mondiale par le couturier Jacques Doucet qui lui a fait exécuter les premiers dessins de reliures de Pierre Legrain. En 1918 elle présentait des reliures ornées de papiers peints et décorés à la main, au Palais Galliera dans l'Exposition de «L'art dans le livre français moderne».
« C’est l’époque entre les 2 guerres où s’est produit un renouveau des éditions de luxe, avec les bibliophiles qui deviennent des collectionneurs. Cela a été précieux pour les relieurs: ces bibliophiles nous rechercheront et nous donneront du travail dit « artistique »… Mais avant ? les grands relieurs ne montraient aucun effort de renouveau…Ils prolongeaient un passé décoratif de plus en plus amenuisé…" (note de GS de 1980 à la BnF)
En 1925, sa réputation lui a valu la clientèle de grands bibliophiles comme Louis Barthou, puis elle s'est distinguée par ses reliures Art Déco («rompre avec la tradition, s’inscrire dans la modernité» selon une formule de l'époque), originales et de qualité. Elle a été le relieur attitré de Jean Cocteau et de Coco Chanel. La même année elle a présenté ses travaux à l' Exposition internationale d'Arts Industriels et Décoratifs Moderne.
G.Schrœder a aussi participé à la renaissance du papier de reliure en France, avec notamment l'emploi de papiers gravés sur bois produits par Valentine Henches (1880-1952).
Germaine Schrœder était liée avc le photographe français Jean Reutlinger. Ensemble, ils ont publié de la poésie dans la revue La Vasque. Reutlinger est mort au front dans les Ardennes le 22 août 1914. Elle a par la suite épousé Bernard Zimmer et continué d'exercer sous son nom de jeune fille.  En 1936, son assistante Mademoiselle Marie Magdelaine lui a succèdé jusque dans les années 70, dans un atelier situé au  3 rue des Grands-Augustins.
Germaine Schrœder a eu deux enfants de son mariage avec Bernard Zimmer: Paule (de Laroussilhe), née en 1926, puis Pierre Zimmer. Elle s’est par la suite retirée à Vevey au bord du Lac Léman. Elle a fait don des archives de son atelier à la BnF en 1977 (Fonds Schroeder, Germaine, Département de la Réserve des livres rares).

## Expositions collectives
- «L'art dans le livre français moderne», Palais Galliera, 1918. Cette exposition regroupait les différents pans de l'art du livre français avec la reliure comme fer de lance. Y fut exposé un grand nombre de créations des grands relieurs de l'époque (comme Marius Michel, Mercier, Kieffer, Meunier, Lortic, Canape, Gruel, Prouvé, ainsi que Louise-Denise Germain et Germaine Schrœder) provenant des bibliothèques des bibliophiles tels que Henri Beraldi, Jean Borderel ou Louis Barthou.

- "Exposition internationale des arts décoratifs et industriels modernes", Paris 1925.

- «Un demi-siècle de reliures d'art contemporain en France et dans le monde », Bibliothèque Forney - Hôtel de Sens, 1984. Exposition internationale organisée avec le concours de la société Les Amis de La Reliure Originale. Elle débutait par un hommage à François-Louis Schmied et Jean Dunand, René Kieffer, Laure Albin-Guyot, Jean Goulden, E.A. Séguy, Robert Bonfils, André Mare, Germaine Schrœder, Pierre Legrain, Paul Bonet, Rosa Adler, Georges Cretté, Geneviève Léotard, Henri Creuzevault, Claude Stahly, Henri Mercher.

- Et plus récemment: « Elégance et modernité - L’illustration au temps de l’Art Déco » Bibliothèque nationale et universitaire de Strasbourg 2025. Présentation d’un recueil de poésies de Maurice de Guérin, rélié par G.Schrœder .

Selon l'écrivain et bibliothécaire Yves Peyré , «Germaine Schroeder est l'un des premiers relieurs à se risquer sur la voie de l'Art déco. Praticienne remarquable, elle est un esprit aventureux, épris de recherche. [...] Germaine Schroeder est au premier plan des inventeurs de l'Art déco.»
En 1932, l' auteur et collectionneur d'art Ernest de Crauzat jugeait que les reliures de Germaine Schrœder étaient «brillantes dans leurs couleurs et bien exécutées» et «tenaient une place très honorable dans la production contemporaine».

## Quelques réalisations
Les premiers livres reliés par GZ - notamment avant 1914 - sont souvent en papier artistique, (moins couteux mais fragile). «Le papier de reliure a son histoire. Au début du vingtième siècle, des relieurs s’inquiétèrent qu’on ne fabriquât presque plus de papier de reliure de qualité en France. Sous l’impulsion de René Kieffer, un renouveau se produisit vers 1910. Les techniques anciennes furent réapprises – notamment dans l’atelier de Marguerite de Félice à Neuilly – où l’on se remit à pratiquer l’impression à la planche et la coloration à la cuve. Puis Mme Henches utilisa la gravure sur bois et avec cette technique fit des papiers notamment pour l’atelier de Germaine Schroeder…Tous les papiers de Mme Henches dénotent un ingénieux esprit de recherche et de grandes qualités d’invention très modernes, aussi bien sur de larges surfaces pleines de lumière et de fraîcheur que dans les petits motifs précis et délicats, d’une fantaisie toujours distinguée » (Vrain).
- Pierre Jean Toulet : « Mon amie Nane»; EO. Reliure signée G.SCHROEDER  (sans doute postérieure à 1905): bradel papier décoré, lettre or sur pièce de titre au dos lisse, couverture et dos conservés. Cette reliure en papier artistique, mais de facture simple correspond aux débuts de GS.

Assez vite dès avant 1914, GS relie pour des connaisseurs tels que Jacques Doucet ou Coco Chanel à partir de matières plus riches: cuir ou parchemin. Suivent les grandes reliures créatives Art Deco des années 20. C’étaient des reliures d’art, aussi bien par les matériaux (plein cuir, veau, daim, intérieurs en satin ou en soie, papiers recherchés, coffrages), que par la facture souvent originale (reliures mosaïquées, dessins géométriques).
- Georges Duhamel: «La Pierre d'Horeb», Ed Henri Jonquières/Les beaux romans, 1928; Reliure de 1929, parchemin citron, signée G.SCHROEDER. « GS porte l’art de la reliure sur parchemin à un degré d’invention rarement atteint. « (Y.Peyré)
- Paul Morand, Rien que la terre, Grasset, 1926 ; Reliure de 1931 mosaïquée plein cuir box tête de nègre, titre au brun, pièces de titre vert vif, avec globe terrestre sur le plat, titre sur bandeau vert, tranche supérieure marron, reliure signée G.SCHROEDER.
- Jean Cocteau, Vaslav Nijinsky. Six vers de Jean Cocteau. Six dessins de Paul Iribe, Paris, Société générale d’Impression pour la revue Le Témoin, 1910.